# Christine Ann Atallah
Christine Atallah, née le 7 décembre 1965, à Montréal, et morte le 29 octobre 2011, était une chanteuse soprano et une auteur-compositeure.

## Biographie
Christine Atallah est née à Montréal le 7 décembre 1965. diplômé de l'Université Concordia, en journalisme puis en musique, elle a d'abord chanté de l'opéra et de la musique de film. Très jeune, elle a chanté dans le film de Denis Arcand Jésus de Montréal, alors qu'elle a interprété la bande originale du film, trois mouvements du Stabat Mater de Pergolesi. Elle s'est par la suite produite mondialement, sur scène comme sur pellicule et à la télévision, dans une multitude de projets. À New York, elle a étudié la danse; on a pu la voir  à cette période dans différents  vidéo-clips.  Elle était la fondatrice du groupe Les Bassalindos, dont elle a écrit les textes et la musique avec son conjoint Danny McLaughlin. Leur album Escapades est sorti en 2006 sous l'étiquette Américaine Bolero Records. Surnommée la « Diva rebelle », Christine  était une habituée des Nuits d'Afrique et du Festival du monde arabe de Montréal, elle a aussi participé à divers festivals de musique du monde dans plusieurs pays. Sa chanson Salam, en cinq langues, est en exposition permanente au musée International de la paix à Samarkand. On peut également entendre Christine sur divers albums (Q-Banito, Icewind, John Grove) en tant que chanteuse invitée,
Elle meurt le 29 octobre 2011. Sa dépouille est inhumée au cimetière Mont-Royal.